# Кузнецов, Александр Николаевич (партийный деятель)
Александр Николаевич Кузнецов — советский хозяйственный, государственный и политический деятель.

## Биография
Родился в 1903 году в Москве. Член КПСС с 1919 года.
С 1919 года — на хозяйственной, общественной и политической работе. В 1919—1967 гг. — техсекретарь Алексеевско-Ростокинского райкома партии г. Москвы, инструктор Сокольнического райкома комсомола, инструктор Сокольнического райкома партии, заместитель заведующего Орготделом
Бауманского райкома, ответственный секретарь партячейки издательства «Правда», сотрудник редакции издания «Спутник Агитатора», редактор Госиздата РСФСР, ответственный редактор газеты «Постройка» — органа ЦК Союза строителей, помощник заведующего Культпропотделом ЦК ВКП(б), помощник секретаря ЦК А А. Жданова, член военного совета Ленинградского фронта, заместитель заведующего Отделом пропаганды и агитации ЦК ВКП(б), заведующий Отделом пропаганды и агитации ЦК КП(б) Литвы, преподаватель Саратовского автодорожного института, заведующий кафедрой
Московского государственного экономического института Министерства высшего образования СССР, заместитель главного редактора и член редколлегии журнала «Социалистический труд», член Госкомитета по культурным связям с зарубежными странами при СМ СССР, первый заместитель министра культуры СССР.
Избирался депутатом Верховного Совета Литовской ССР 3-го созыва.
Умер в Москве в 1974 году.

## Деятельность
…он был в самом котле блокады и много сделал полезных дел. Это был Александр Николаевич Кузнецов — помощник А. А. Жданова . По своему служебному положению он вел штабную работу, а эта деятельность негласная, и потому мало кому известна её сложность.